# Parantica weiskei
Parantica weiskei је врста лептира из породице шаренаца (лат. Nymphalidae).

## Распрострањење
Врста је присутна у Индонезији и Папуи Новој Гвинеји.

## Станиште
Врста Parantica weiskei има станиште на копну.

## Угроженост
Ова врста није угрожена, и наведена је као последња брига јер има широко распрострањење.